# Tancredo (canonista)
Tancredo fue un canonista italiano muerto hacia el año 1236.
En 1216 era magister decretorum en Bolonia; en 1220, canónigo de la Catedral de dicha ciudad y en 1226, arcediano. Los papas Honorio III y Gregorio IX le encargaron diversas misiones diplomáticas.

## Obra
Se le debe:
- Ordo judiciarus, publicado en Gotinga en 1842.
- Summa de sponsalibus et matrimonio.
- Un Apparatus sobre las tres primeras compilaciones de las Decretales.